# Ernst Haas (Ruderer)
Ernst Haas (* 27. Juli 1908; † nach 1928) war ein Schweizer Ruderer, der bei den Olympischen Spielen 1928 Silber in der Vierer mit Steuermann-Regatta gewann.
Haas gewann bei den Ruder-Europameisterschaften 1927 mit dem Schweizer Achter die Silbermedaille. Bei den Olympischen Spielen 1928 ruderte er gemeinsam mit Joseph Meyer, Karl Schwegler, Otto Bucher und Fritz Bösch in den Vorrunden mehrfach auf den ersten Platz, wurde aber im Final von den Italienern auf den zweiten Platz gedrängt.
Haas startete für den Ruderclub Reuss Luzern.